# Bittium exile
Bittium exile es una especie de molusco gasterópodo de la familia Cerithiidae.

## Distribución geográfica
Se encuentra  en Nueva Zelanda.